# Rapport sur la vie sexuelle de la ménagère
Pour plus de détails, voir Fiche technique et Distribution.
Rapport sur la vie sexuelle de la ménagère (Hausfrauen-Report 1. Teil: Hausfrauenreport – unglaublich aber wahr) est une comédie érotique ouest-allemande réalisée par Eberhard Schröder et sortie en 1971.
Il s'agit du premier opus d'une série de six films allemands sortis entre 1971 et 1978, dont Elles trouvent toujours le temps pour ça (de) ou C'est la queue du chat qui m'électrise d'Ernst Hofbauer. Il s'agit d'une variante de la série de films à succès initié par Rapports intimes au collège de jeunes filles (Schulmädchen-Report). Comme cette dernière, les films abordent (dans le style de prétendus reportages) des contenus érotiques avec des nuances de critique sociale/politique et ne les présentent que de manière allusive.

## Synopsis
Un institut de sondage fait des enquêtes sur les questions sexuelles dans la rue. De simples femmes au foyer sont également visitées chez elles et, à travers huit exemples, on apprend comment la vie de couple est contournée et comment des liaisons secrètes sont vécues à la place, ceci prenant différentes formes. Ainsi, des rapprochements sexuels ont lieu dans une maison close, dans un bus, dans un camion ou dans un club de sport. Finalement, le couple de journalistes est lui-même incité à faire l'amour.

## Fiche technique
- Titre original : Hausfrauen-Report 1. Teil: Hausfrauenreport – unglaublich aber wahr[1]
- Titre français : Rapport sur la vie sexuelle de la ménagère ou La Petite Garce ou Mariage à la sauce allemande[2]
- Réalisation : Eberhard Schröder
- Scénario : Werner P. Zibaso
- Photographie : Klaus Werner (de)
- Montage : Ingeborg Taschner
- Musique : Chappell Verlag
- Production : Horst Hächler
- Société de production : TV 13 Fernseh- und Filmgesellschaft mbH (Munich)
- Pays de production :  Allemagne de l'Ouest
- Langue originale : allemand
- Format : couleur par Eastmancolor - Son mono - 35 mm
- Genre : comédie érotique
- Durée : 77 minutes
- Dates de sortie : 
  - Allemagne de l'Ouest : 18 juin 1971
  - France : 13 septembre 1973[2]

## Distribution
- Ellen Umlauf : Lidova
- Sybil Danning : Mme Heimann
- Elisabeth Volkmann : Mme Demmler
- Ulrike Butz :
- Doris Arden : Mme Kossmann
- Rosl Mayr : une vieille femme
- Josef Moosholzer : un mari

## Accueil
Ce premier opus de la série (1971) a été réalisé par Eberhard Schröder et interprété entre autres par Angelika Baumgart, Ulrike Butz et Elisabeth Volkmann. Le film a été projeté pour la première fois le 18 juin 1971 et a attiré environ 3,4 millions de spectateurs en République fédérale d'Allemagne, ce qui le place 8e du box-office Allemagne de l'Ouest 1971.

## La série desHausfrauen-Report
- 1971 : Rapport sur la vie sexuelle de la ménagère (Hausfrauen-Report 1. Teil: Hausfrauenreport – unglaublich aber wahr) d'Eberhard Schröder
- 1971 : Rapport sur la vie sexuelle des épouses (Hausfrauen-Report 2. Teil: Der neue Hausfrauen-Report) d'Eberhard Schröder
- 1972 : Elles trouvent toujours le temps pour ça (de) (Hausfrauen-Report 3. Teil: Hausfrauenreport III) d'Eberhard Schröder
- 1972 : C'est la queue du chat qui m'électrise (Hausfrauen-Report international) d'Ernst Hofbauer
- 1973 : Les Culbuteuses (Hausfrauen-Report 4. Teil) d'Eberhard Schröder
- 1977 : Hausfrauen-Report 6. Teil: Warum gehen Frauen fremd? d'August Rieger